# اچ‌دی ۱۱۸۵
اچ‌دی ۱۱۸۵ یک ستاره است که در صورت فلکی آندرومدا قرار دارد.